# Хазендорф
Хазендорф (њем. Hassendorf) општина је у њемачкој савезној држави Доња Саксонија. Једно је од 57 општинских средишта округа Ротенбург (Виме). Према процјени из 2010. у општини је живјело 1.146 становника. Посједује регионалну шифру (AGS) 3357020.

## Географски и демографски подаци
Хазендорф се налази у савезној држави Доња Саксонија у округу Ротенбург (Виме). Општина се налази на надморској висини од 24 метра. Површина општине износи 11,7 km². У самом мјесту је, према процјени из 2010. године, живјело 1.146 становника. Просјечна густина становништва износи 98 становника/km².

## Међународна сарадња
| Мјесто | Држава    | Врста сарадње | Од    |
| ------ | --------- | ------------- | ----- |
|        | Француска | партнерство   | 1973. |
| Извор  |           |               |       |